# Ted Kooser
Theodore J. Kooser, detto Ted (Ames, 25 aprile 1939), è un poeta statunitense.

## Biografia
Dopo gli studi all'Università statale dell'Iowa e all'Università del Nebraska-Lincoln, Ted Kooser ha pubblicato oltre venticinque raccolta di poesie a partire dal 1969. Nel 2004 fu il poeta laureato della Biblioteca del Congresso, mentre nel 2005 vinse il Premio Pulitzer per la poesia per la sua raccolta Delights and Shadows.
È sposato con Kathleen Rutledge e ha un figlio, Jeff Kooser.

## Opere
- Grass County (1971)
- Twenty Poems (1973)
- A Local Habitation and a Name (1974)
- Not Coming to Be Barked At (1976)
- Sure Signs: New and Selected Poems (1980)
- One World at a Time (1985)
- The Blizzard Voices (1986)
- Weather Central (1994)
- A Book of Things (1995)
- Riding with Colonel Carter (1999)
- Winter Morning Walks: One Hundred Postcards to Jim Harrison (2001)
- Braided Creek: A Conversation in Poetry (2003).
- Delights and Shadows (2004)
- Local Wonders: Seasons in the Bohemian Alps (2004)
- Flying At Night : Poems 1965-1985 (2005)
- Lights on a Ground of Darkness: an evocation of place and time (2005)
- The Poetry Home Repair Manual: Practical Advice For Beginning Poets (2005)
- Valentines (2008)
- Bag in the Wind (2010)
- Pursuing Blackhawk (2012)
- House Held Up by Trees (2012)
- Splitting an Order (2014)
- The Bell in the Bridge (2016)
- Kindest Regards: New and Selected Poems (2018)
- Red Stilts (2020)